# Claude Schockert
Claude Schockert, né le 26 janvier 1940 à Foug, en Meurthe-et-Moselle, est un évêque catholique français, évêque émérite de Belfort-Montbéliard depuis 2015.

## Biographie

### Formation
Claude Schockert a fait ses études en vue de la prêtrise au grand séminaire de Nancy.

### Prêtre
Ordonné prêtre le 29 juin 1965 pour le diocèse de Nancy, il a le plus souvent lié des fonctions paroissiales avec des activités au service des étudiants et de la formation.
En paroisse, il a ainsi été vicaire à la cathédrale de Nancy et prêtre à Jarville. Il a été en parallèle animateur au petit séminaire de Renémont et au foyer-séminaire et responsable du foyer séminaire.
Au niveau du diocèse, il a été responsable du service diocésain des vocations de 1976 à 1984, aumônier diocésain des étudiants de 1984 à 1994, responsable des séminaristes de 1980 à 1987 et vicaire général de 1994 à 2000.
Au niveau de l'Église de France, il a été aumônier national de la Mission étudiante de 1990 à 1994.

### Évêque
Nommé évêque de Belfort-Montbéliard le 1er mars 2000, il a été consacré le 14 mai 2000.
Au sein de la Conférence des évêques de France, il est membre de la commission pour la mission universelle de l'Église.
Le pape accepte sa démission le 21 mai 2015 pour raison d'age. Il le nomme cependant administrateur apostolique pour gouverner le diocèse  jusqu’à la prise de possession canonique de son successeur, Dominique Blanchet.

## Prises de position

### Sur les migrants
Dans un message pour la journée des migrants de 2008, Claude Schockert rappelle les drames liés aux migrations et met en lumière la sollicitude que doit plus particulièrement porter l'Église vis-à-vis des jeunes migrants. En étant présents à ceux qui frappent à leur porte, les chrétiens suivent l'exemple de Jésus.

### Sur les élections municipales de 2008
Le 9 janvier 2008, il cosigne avec les deux autres évêques de Franche-Comté un communiqué :
- invitant les électeurs à voter lors de ce « moment important de la vie démocratique » ;
- rappelant les enjeux de la vie politique qui « concernent en effet l'avenir, afin que personne ne soit laissé pour compte, que nous vivions dans des communautés où règnent la paix, la justice et la fraternité, que nous soyons engagés dans le développement durable, la sauvegarde de la Création, la solidarité  » ;
- et encourageant ceux et celles qui « acceptent des charges municipales, souvent de plus en plus lourdes »[4].